# Jugiong Creek
Jugiong Creek är ett vattendrag i Australien. Det ligger i delstaten New South Wales, i den sydöstra delen av landet, omkring 280 kilometer sydväst om delstatshuvudstaden Sydney.
Trakten runt Jugiong Creek består till största delen av jordbruksmark. Runt Jugiong Creek är det mycket glesbefolkat, med 2 invånare per kvadratkilometer. Genomsnittlig årsnederbörd är 875 millimeter. Den regnigaste månaden är februari, med i genomsnitt 156 mm nederbörd, och den torraste är oktober, med 36 mm nederbörd.